# 新州 (武德)
新州，中国唐朝设置的州。
唐高祖武德三年（620年），以鄧州新野縣置新州。以新野縣首字命名。治所在新野县（今河南省新野县）。隸屬於邓州总管府。武德四年（621年）廢除新州，新野縣歸入鄧州。